# Stillingia lineata
Stillingia lineata là một loài thực vật có hoa trong họ Đại kích. Loài này được (Lam.) Müll.Arg. miêu tả khoa học đầu tiên năm 1866.